# بيتر مانيلي
بيتر مانيلي (بالإنجليزية: Peter McNeeley) مواليد 6 أكتوبر 1968 في بوسطن، هو ملاكم أمريكي يصنف ضمن فئة الوزن الثقيل.

## إحصائيات
خاض خلال مسيرته 54 نزالا، فاز في 47 ولم يتعادل وخسر في 7. فاز بالضربة القاضية في 36 نزالا.

## وصلات خارجية
- بيتر مانيلي على موقع IMDb (الإنجليزية)
- بيتر مانيلي على موقع بوكس ريك (الإنجليزية) (registration required)

- الموقع الرسمي